# Allocosa pulchella
Allocosa pulchella este o specie de păianjeni din genul Allocosa, familia Lycosidae, descrisă de Roewer, 1959.
Este endemică în Namibia. Conform Catalogue of Life specia Allocosa pulchella nu are subspecii cunoscute.